# Шпікула Маріан Васильович
Маріан Васильович Шпікула (нар. 15 серпня 1938, м. Копичинці, нині Україна) — український журналіст, редактор, громадський діяч. Депутат Тернопільської обласної ради (1998—2002). Член Національної спілки журналістів України (1981). Заслужений журналіст України (1995). Почесний знак НСЖУ (2007).

## Життєпис
Маріан Шпікула народився 15 серпня 1938 року в місті Копичинцях, нині Копичинецької громади Чортківського району Тернопільської области України.
Закінчив студію при Тернопільському обласному музично-драматичному театрі (1963), Львівський культурно-освітній технікум (1966), Чернівецький (1971) та Львівський (1978) університети.
Працював інструктором-методистом, методистом із драматичного мистецтва, директором Підволочиського РБК, від 1967 — літературний працівник, завідувач відділу, заступник редактора (1992, 2001), коректор підволочиської районної газети «Гомін волі».
Голова Підволочиського районного відділення Всеукраїнського об'єднання ветеранів. Автор статей та віршів у республіканській і обласні періодиці та антології поезії Підволочищини «Збручанське літо» (2005).

## Нагороди
- заслужений журналіст України (20 жовтня 1995) — за вагомий внесок у розвиток журналістики, висвітлення актуальних проблем державотворення[3].